# 菅原やすのり
菅原 やすのり（すがはら やすのり、1945年7月19日 - 2015年8月4日）は、日本の男性歌手。旧奉天生まれ、茨城県出身。
妻は菅原明子、長男はロックバンド・B-DASHのボーカル・ギターでミュージシャンのGONGON（菅原勇太）、次男は漫画家のSOTA（菅原壮太）、長女は実業家の菅原麗子。

## 人物
満洲国奉天市（現・瀋陽市）生まれ。その後引き揚げて、茨城県水戸市で幼少期を過ごす。6歳の時に東京都大田区へ転居する。
1968年、早稲田大学理工学部建築学科卒業。アメリカに渡り、サンフランシスコで歌いはじめる。その後、同大学院博士課程に進学、一級建築士資格取得。日比谷公園でパーク・イン・コンサート主宰。
1973年「この空に生きる」（ビクター）でレコードデビュー。
「世界の人々の心を歌で結んで平和な地球をつくりたい」との願いで、ニューヨーク国連本部をはじめ、難民キャンプなど世界80ヶ国以上でコンサートを開催する。
1997年、長崎にて「長崎の鐘平和コンサート」スタート。2000年の日本武道館公演を皮切りに、日本国内でも「美しき日本の歌」コンサート開催。2005年、愛地球博「ふるさと日本を歌おう」ファイナルコンサート。2006年、ニューヨークアニュアルディナーショー出演。2007年、日中友好35周年記念「世界遺産・万里の長城コンサート」。早大創立125周年コンサート。2008年、永年提唱してきた「8月8日・地球歌の日」が、日本記念日協会より正式に認定される。
文化庁芸術祭優秀賞（1981年）。早稲田大学稲門建築会特別功労賞受賞。
2015年8月4日午前7時、急性骨髄性白血病のため東京都内の病院で死去。70歳没。
同年、第57回日本レコード大賞・特別功労賞が贈られた。

## 経歴
- 1968年 - 早稲田大学建築学科卒業、同大学院進学とともにアメリカに渡り世界の舞台で歌い始める。
- 1970年 - 同大学院修士課程修了、一級建築士取得。さらに人間の環境を研究するため都市計画博士課程へ進む。
- 1971年 - 都市にふれあいを求めて、日比谷公園でパーク・イン・コンサート開始。
- 1974年 - ドイツ・フランス・イタリアでコンサート。
- 1976年 - インド・バングラデシュでコンサート。
- 1980年 - 激動のカンボジア難民キャンプでコンサート。
- 1981年 - ニューヨーク国連本部にて 「地球歌の日コンサート」。文化庁芸術祭優秀賞受賞。
- 1983年 - インド国際芸術協会の招きでカルカッタ国立劇場でコンサート。マザー・テレサ 平和会見。
- 1984年 - 親友・植村直己追悼のためマッキンレーでコンサート。
- 1985年 - アフリカ難民キャンプでコンサート。つくば博'85国連1万人平和コンサート。
- 1986年 - 移民の人々のためにアマゾンでコンサート。
- 1988年 - 東京ドーム5万人コンサート。富士山頂「地球歌の日コンサート」
- 1990年 - 日本ユネスコ協会連盟「中国残留孤児奨学募金」にジャッキー・チェンと共に協力。同年、ソ連国際音楽祭に日本人代表として出演
- 1991年 - ゴルバチョフ大統領を迎えて催された「WORLD CHILDREN FESTIVAL」（代々木オリンピック体育館）音楽監督。
- 1992年 - エチオピア国立劇場で難民救済コンサート。日中国交正常化20周年記念 北京市21世紀劇場コンサート。
- 1993年 - 環境保護をうったえ、南極で人類初のコンサートを実現。
- 1995年 - 北京市21世紀劇場にて、酒井法子とともに日中友好芸能コンサート。同年、大阪フェスティバルホール神戸復興チャリティーコンサート。
- 1997年 - 長崎浦上天主堂 「地球歌の日'97 in 長崎」 開催。新宿厚生年金会館 「坂本九メモリアルコンサート」 。NHKテレビ「北の大地の詩」出演（演奏：札幌交響楽団）。
- 1998年 - にっぽん丸世界1周航海カリブコンサート。5・15沖縄復帰記念平和コンサート（沖縄武道館）
- 1999年 - 「NHK歌謡コンサート」出演。ブラジル・アマゾン移民70周年コンサート（マナウスオペラハウス）
- 2000年 - 日本武道館コンサート。スーダン国立劇場コンサート。北朝鮮訪問。
- 2002年 - 早稲田大学創立125周年コンサート（大隈講堂）。野口雨情生誕120周年コンサート（水戸県民会館）
- 2003年 - ミュージカル「二人のライザ 〜TWINS〜」にアステカ役で出演（共演：淡路恵子）。「翔歌コンサート」（阿久悠プロデュース、PARCO劇場）。
- 2004年 - 35周年記念アルバム「タペストリー 〜愛のつづれ織〜」発売。音楽活動35周年記念コンサート（青山劇場）。テレビ朝日「ドスペ!歌謡祭」出演。
- 2005年 - 上皇后美智子を迎えて、映画「マザーテレサ」プレミアムステージ出演。
- 愛・地球博スペシャルコンサート「ふるさと日本を歌おう」出演。まほろばコンサート（青山劇場）。同年、シングルCD「友よ」発売記念コンサート（草月ホール）。
- 2006年 - 日本経済新聞創刊130周年コンサート「日本の心アジアの心」（日経ホール）。「日本の心、雨情のこころ 〜菅原やすのりが歌い、山本富士子が語る〜」（酒井政利プロデュース、けやきホール）。ニューヨーク日本商工会議所「第22回JCCIアニュアルディナー」出演（ヒルトンニューヨークホテル）。テレビ東京「年忘れにっぽんの歌」出演。
- 2007年 - 日中友好35周年記念、世界遺産「万里の長城コンサート」。
- 2008年 - 5月24日、四川大地震チャリティーコンサート（六本木ヒルズアリーナ）
- 2009年 - 3月3日、音楽活動40周年記念「ドラマティックリサイタル'09」（スペシャルゲスト： 三田佳子、演奏ゲスト：ひばり&SKY members）。9月、日中友好37周年記念「納西族の村を訪ねて日中友好コンサート」（中国・雲南省 麗江市・黄山村）
- 2010年 - 12月20日「愛のクリスマスディナーショー2010」（浜松町ルミアモーレ）
- 2011年 - 8月8日、日本復興プロジェクト「地球歌の日フェスティバルin南三陸」
- 2012年 - 5月23日、NEWシングル「日本よいとこお祭り音頭」発売記念コンサート（渋谷マウントレーニアホール）
- 2012年 - 8月5日、第一回地球歌の日コンサートin平和の森公園（東京都大田区平和島）主催：地球歌の日実行委員会　協賛：住友林業株式会社　後援：大田区・文部科学省・外務省・環境省
- 2013年 - 8月8日、第二回地球歌の日コンサートin平和の森公園　～被災地に緑を　子供たちに楽器を～（東京都大田区平和島）主催：地球歌の日　協賛：住友林業株式会社　トヨタ自動車　後援：大田区・文部科学省・外務省・環境省
- 2013年 - 10月11日、日比谷野音90周年記念事業　菅原やすのり45周年記念〜日本の心を世界へ〜「名曲コンサート」
- 2013年 - 11月2日、3日　世界的照明デザイナー石井幹子プロデュース「創エネあかりパーク」〜光と音のコラボレーション〜グランドフェスタ出演
- 2014年 - 2月19日、音楽活動45周年記念シングル「父さんの言葉」c/w「星のメッセージ〜あの日を忘れない〜」発売（ビクターエンタテインメント）
- 2014年 - 9月24日、音楽活動45周年記念アルバム「生きる-父さんの言葉-」発売（ビクターエンタテインメント）
- 2015年 - 8月4日、急性骨髄性白血病のため死去[2]。

## 8月8日は「地球歌の日」
菅原やすのりが、マザー・テレサ、植村直己、長嶋茂雄など世界の要人の応援で世界に提唱してきた「8月8日・地球歌の日」が、日本記念日協会により、2008年に正式に記念日として認定された。地球歌の日は、6日・広島市への原子爆弾投下、9日・長崎市への原子爆弾投下の間である8月8日に、世界の人々が人種や国境、宗教の壁を乗り越えて、平和のために共に歌い合い、地球環境を考える日である。これまで富士山頂をはじめ、ニューヨーク国連本部など世界各国で「地球歌の日」コンサートを開催している。

## ディスコグラフィ

### LP
- この空に生きる（ビクター/1973年発売）
- 乗り合いバス（ビクター/1973年発売）
- マイ・ウェイ（ビクター/1973年発売）
- 四季の歌（キャニオン・レコード/1976年発売）
- 人生数え唄（キャニオン・レコード/1977年発売）
- 旅の終り（キャニオン・レコード/1977年発売）
- 河（キャニオン・レコード/1978年発売）
- 幼子へ -難民キャンプの子供達の歌から-（キャニオン・レコード/1980年発売）
- 妻よ（キャニオン・レコード/1982年発売）
- LOVE・コミュニケーション（キャニオン・レコード/1983年発売）
- アジアの心を歌う（キャニオン・レコード/1984年発売）
- 夢人よ（アポロン/1988年発売）

### シングル
- はばたき（海上保安庁愛唱歌/1991年発売）
- D・51 -でごいち-（日本クラウン/1999年発売）
- 雨-Rainy Story-（日本クラウン/2000年発売）
- アマン -愛人-（テイチクレコード/2004年発売）
- 片想い〜One way love〜（テイチクレコード/2002年発売）
- 友よ（テイチクレコード/2006年発売）
- 日本よいとこ お祭り音頭　（ビクターエンタテインメント/2012年発売）
- 父さんの言葉　（ビクターエンタテインメント/2014年発売）

### アルバム
- FURUSATO（アポロン/1988年発売）
- ロスト・タイム 〜失われた時を求めて〜'（フォーライフ・レコード/1996年発売）
- すがはらやすのりベストアルバム『21世紀への扉』（日本クラウン/2000年発売）※2枚組
- タペストリー 〜愛のつづれ織〜（テイチクレコード/2004年発売）
- 和（山野楽器 / UP TOWN Records / 2001年発売）
- 雨情（山野楽器 / UP TOWN Records / 2001年発売）
- evergreen（山野楽器 / UP TOWN Records / 2001年発売）
- 祈り（山野楽器 / UP TOWN Records / 2002年発売）
- 古（山野楽器 / UP TOWN Records / 2002年発売）
- 愛（山野楽器 / UP TOWN Records / 2002年発売）

### その他
- ネットミラクルショッピング（毎日放送、2008年・2010年） - 主題歌
- pop'n music18 せんごく列伝（KONAMI、2010年） - 「しまなみ海道 男道」収録（ジャンル名：荒波演歌）

## 出演

### テレビ
- 人間いきいき（NHK教育） - レポーター
- ルックルックこんにちは（日本テレビ） - 「こころの歌」コーナーレギュラー
- BS日本・こころの歌（BS日テレ） ‐ 一時期[いつ?]準レギュラー出演

### ミュージカル
- 二人のライザ 〜TWINS〜（共演：淡路恵子） - アステカ役
- ジャック・ブレルは今日もパリに生きて歌っている（共演：安奈淳）